# Ninawa
Ninawa oder Ninive (arabisch نينوى, DMG Nīnawā, kurmandschi Neynewa, syrisch ܢܝܢܘܐ Nīnwē) ist ein Gouvernement im Nordwesten des Iraks und hat etwa 3,2 Millionen Einwohner (Berechnung 2010). Diese leben auf einer Fläche von 32.308 Quadratkilometern. Das Gouvernement ist benannt nach Ninive, einer alten Hauptstadt der Assyrer.

## Einwohner
Die Bevölkerung setzt sich mehrheitlich aus Kurden, assyrischen Christen (auch Aramäer, Chaldäer genannt) und  sunnitischen Arabern zusammen. Vor allem der Norden und der Osten der Provinz sind stark kurdisch geprägt. Die Kurden sprechen wie in Dahuk den Kurmandschi-Dialekt. Daneben gibt es auch größere Gemeinden von Jesiden, deren Heiligtum in Lalisch, etwa 60 km nördlich von Mossul, liegt. Des Weiteren leben im Süden der Provinz einzelne Beduinenstämme. Zuverlässige aktuelle Statistiken über die ethnische und religiöse Verteilung in Ninawa liegen nicht vor.
Die assyrischen Christen in Ninawa gehören folgenden Kirchen an:
- Chaldäisch-Katholische Kirche – ca. 50 %
- Syrisch-Orthodoxe Kirche von Antiochien – ca. 25 %
- Assyrisch-apostolische Kirche – ca. 19 %
- Andere – ca. 6 %

## Verwaltungsgliederung

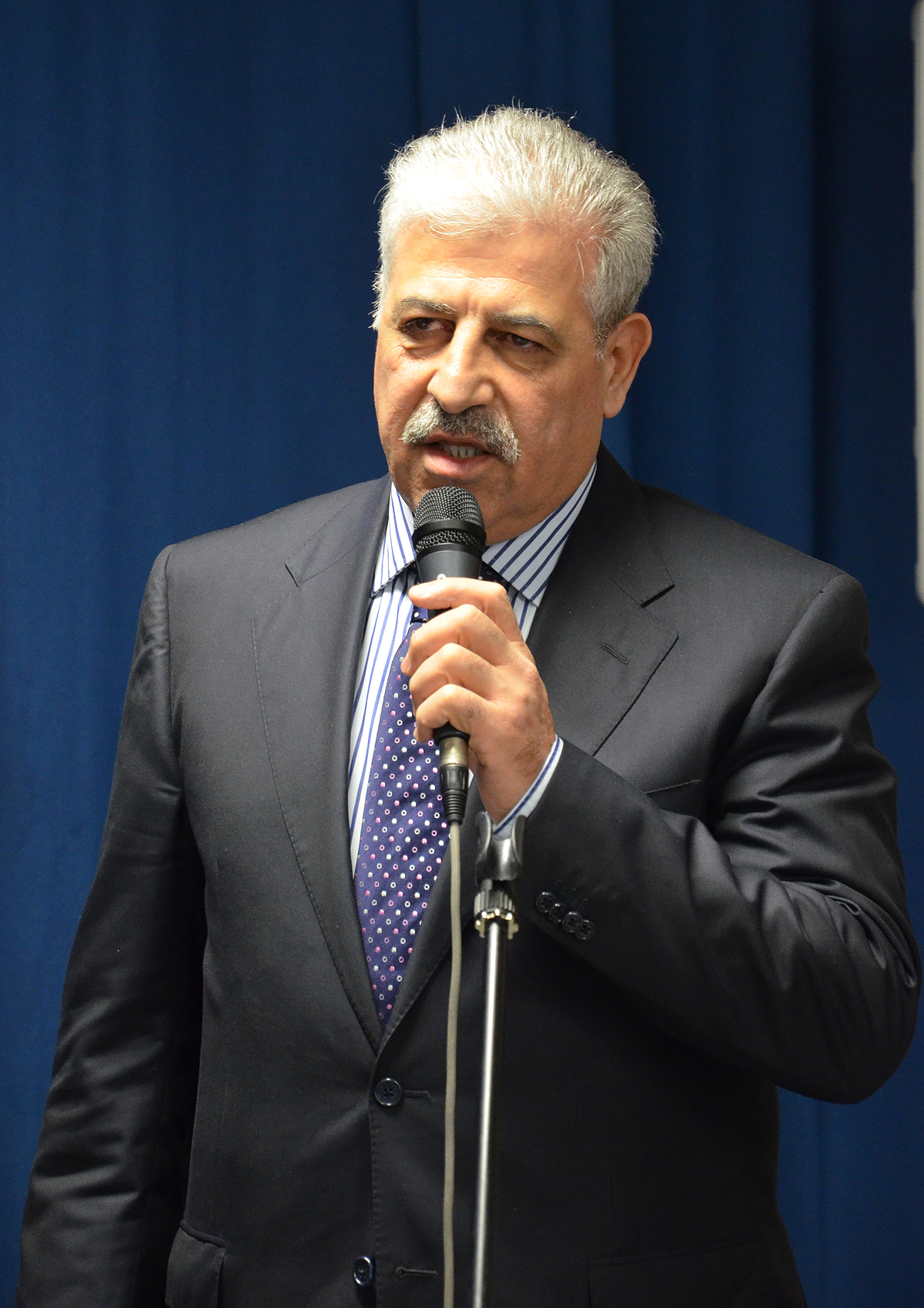
Ninawas ehemaliger Gouverneur Athiel al-Nudschafi 2014 beim Gastvortrag in der Ezidischen Akademie in Hannover

Die Provinz besteht aus den Distrikten:
- Akrê
- al-Ba'adsch
- al-Hamdaniya
- Hatra
- Mossul
- Schikhan
- Sindschar
- Tal Afar
- Tilkaif

Die Distrikte Akrê und Schikhan stehen unter der Verwaltung der Autonomen Region Kurdistan. Am 15. Oktober 2005 stimmten von 718.758 Wählern 55,08 % gegen die neue Verfassung.